# Filocalia
Filocalia (sau „Filocalia, sau culegere din scrierile Sfinților Părinți care ne arată cum se poate omul curăți, lumina și desăvârși") este o culegere sau antologie din scrierile pustnicilor, monahilor și a clericilor ortodocși din secolele IV - XV, majoritatea centrate pe practicarea virtuților și a vieții spirituale din mănăstiri. 
Ascetica și mistica filocalică pun în centrul vieții duhovnicești curățirea inimii, prin practicarea Rugăciunii lui Iisus și a virtuților. „Rugăciunea inimii”, care va deveni disciplina centrală a isihasmului, este una din căile privilegiate ale monahilor de a ține conștiința în stare de priveghere.
Philokalia sau "Filocalia", care înseamnă în limba greacă "iubirea de frumusețe divină" sau "iubirea de virtute", este o culegere de texte scrise de 25 de Sfinți Părinți. Antologia aceasta fusese întocmită de Sfinții Nicodim Aghioritul  de la Muntele Athos (1749-1809) și episcopul Macarie din Corint (1730-1805) și publicată, pentru prima dată, la Veneția, în 1782. Această primă ediție a Filocaliei a conținut 1.207 pagini, cu 36 autori patristici, acoperind o perioada de unsprezece secole: IV-XV. A doua ediție a fost realizată la Atena în 1893, incluzând și o rugăciune a Patriarhului Kallistos, iar a treia ediție a apărut la Atena între 1857 și 1963. Toate scrierile originale din Filocalie au fost scrise în greacă, cu excepția a două texte care, inițial, au fost scrise în latină și au fost traduse în greacă în timpul Imperiului Bizantin.

## Traduceri în rusă
În 1793, Sf. Cuviosul Paisie Velicikovski (1722-1794), cu titlul Dobrotolubiye, a publicat apoi prima traducere slavonă a Filocaliei la Moscova, care a circulat mai întâi în manuscrise, apoi a fost tipărită la St-Petersburg în 1793, fiind reeditată ulterior, în 1822. Această versiune a fost folosită de personajul principal anonim din Calea pelerinului și a dus la o reînviere spirituală în Rusia secolului al XIX-lea, cu un puternic impact asupra a numeroși oameni, printre care și Feodor Dostoievski. 
O a doua traducere a fost publicată în 1857, fiind realizată de Sfântul Ignatie Briancianinov (1807-1867). 
A treia traducere a fost realizată de sfântul Teofan Zăvorâtul (1815-1894), fostul episcop de Tambov, a compilat o versiune rusă în cinci volume și a inclus și alte texte care nu se regăsesc în originalul grec alături de parafraze sau omisiuni în alte capitole. Această traducere a fost publicată sub auspiciile Mănăstirii ruse a Sfântului Pantelimon de la Muntele Athos în 1877.
Antologia publicată la Veneția a influențat gândirea ortodoxă din Rusia în secolul al XIX-lea.

## Traduceri în română
Prima traducere a Filocaliei în limba română a apărut în anul 1769, la Dragomirna, de monahul Rafail, oferind primul manuscris copiat al acesteia.
În anul 1800, la Mănăstirea Neamț, este atestat un nou manuscris, care cuprindea o traducere a primei jumătăți din Filocalia greacă; a fost tradusă de ucenicii starețului Paisie (Velicicovschi) de la Neamț și a circulat în manuscris. 
Prima traducere tipărită în limba română a Filocaliei este realizată din limba greacă de părintele academician Dumitru Staniloae, realizată in 3 etape, între anii 1947 și 1991, în 12 volume.
Ea poate fi reprezentată ca o întreagă documentație pentru desăvârșirea spirituală a fiecărui creștin, fiind împărțită în general pe mai multe planuri/teme/subiecte, cum ar fi:
- Akedia
- Ascultarea
- Credința
- Cunoaștere - Ignoranță
- Curaj - Frică
- Curvia - Curăția
- Deznădejde
- Discernământ - Trezvia
- Dragoste - Bunătate - Milă
- Frica de Dumnezeu - Evlavia
- Iadul
- Îmbuibarea - Înfrânarea
- Împărăția Cerurilor
- Înfricoșata Judecată
- Mânia - Blândețea
- Meditația
- Moartea
- Năluciri
- Osteneala - Lenevia
- Părintele spiritual
- Patimi - Ispite
- Paza Simțurilor
- Pilde
- Plânsul
- Pocăința
- Răbdare - Suferință
- Râsul
- Retragerea
- Rugăciune
- Sărăcia - Avariția
- Slava deșartă
- Smerenia - Mândria
- Spovedania
- Suferință - Răbdare
- Trândăvia - Osteneala
- Trezvia - Împrăștierea
- Vorba deșartă - Tăcerea

## Conținutul Filocaliei
Conținutul Filocaliei prezentat mai jos corespunde traducerii Părintelui Dumitru Stăniloae în 12 volume.
- Volumul 1
  - Sfîntul Antonie cel Mare
  - Evagrie Ponticul
  - Sfîntul Ioan Casian
  - Nil Ascetul
  - Marcu Ascetul
  - Diadoh al Foticeei
  - Isaia Pustnicul
- Volumul 2
  - Sf. Maxim Mărturisitorul
- Volumul 3
  - Sf. Maxim Mărturisitorul
- Volumul 4
  - Talasie Libianul
  - Isichie Sinaitul
  - Filotei Sinaitul
  - Ioan Carpatiul
  - Avva Filimon
  - Sf. Ioan Damaschin
  - Teodor al Edesei
  - Teognost
  - Ilie Ecdicul
  - Teofeu Monachul
- Volumul 5
  - Sfîntul Petru Damaschin
  - Sfîntul Simeon Metafrastul
- Volumul 6
  - Sfântul Simeon Noul Teolog
  - Cuviosul Nichita Stithatul
- Volumul 7
  - Nichifor din singuratate
  - Mitropolitul Teolipt al Filadelfiei
  - Sfîntul Grigorie Sinaitul
  - Sfîntul Grigorie Palama
- Volumul 8
  - Nichifor Calist și Ignatie Xanthopol
  - Calist-patriarhul
  - Calist Angelicude
  - Sfinții Părinți
  - Calist Catafygiotul
  - Simeon Noul Teolog
  - Teofan 
    - Din viața cuviosului părintelui nostru Maxim Cavsocalivitul și Sfîntul Grigorie Sinaitul

  - Nicodim Aghioritul
    - Din viața Sfîntului Grigorie, arhiepiscopul Salonicului

  - Din istoria isihasmului în Ortodoxia română
    - Isihaștii sau sihaștrii și rugăciunea lui Iisus în tradiția Ortodoxiei românești
    - Cuvînt înainte sau călăuză... din sfintele scrieri de Preacuviosul Schimonah Vasile de Ia Poiana Mărului din Țara Românească
    - Din sfaturile starețului Gheorghe de la Cernica
      - Tipicul sfintei rugăciuni cea cu mintea, precum de la Părintele Iosif s-a primit
      - Rînduiala cea bună a vieții de sine
      - Alăută duhovnicească și trîmbiță cerească
      - Cuvinte adunate din sfintele scrieri
- Volumul 9
  - Sfântul Ioan Scărarul
  - Ava Dorotei
- Volumul 10
  - Sfântul Isaac Sirul
- Volumul 11
  - Sfinții Varsanufie și Ioan
- Volumul 12
  - Cuviosul Isaia pustnicul